# LCPs of Hamsterley, Lynesack and Softley, and South Bedburn
LCPs of Hamsterley, Lynesack and Softley, and South Bedburn är en civil parish i Storbritannien.   Den ligger i kommunen Durham i riksdelen England, i den centrala delen av landet, 400 km norr om huvudstaden London.